# سیارک ۵۷۱۲
سیارک ۵۷۱۲ (به انگلیسی: 5712 Funke، نامگذاری:1979SR) پنج هزار و هفتصد و دوازدهمین سیارک کشف شده‌است که در ۲۵ سپتامبر ۱۹۷۹ کشف شد.
قدر مطلق سیارک برابر ۱۲٫۷۰ است.